# Prefectura apostólica de Shaowu
La prefectura apostólica de Shaowu (en latín: Praefectura Apostolica Shaovuensis y en chino: 天主教邵武监牧区) es una circunscripción eclesiástica de la Iglesia católica en China. Se trata de una prefectura apostólica latina, inmediatamente sujeta a la Santa Sede. Desde el 16 de diciembre de 2023 su prefecto apostólico es el obispo es Pietro Wu Yishun. La Asociación Patriótica Católica China la fusionó en 1999 con la prefectura apostólica de Jian'ou y con parte de la diócesis de Tingzhou para erigir la diócesis patriótica de Minbei, sin el asentimiento de la Santa Sede.

## Territorio y organización
La prefectura apostólica tiene 7881 km² y extiende su jurisdicción sobre los fieles católicos de rito latino residentes en la parte noroccidental de la provincia de Fujian.
La sede de la prefectura apostólica se encuentra en la ciudad de Shaowu en la ciudad-prefectura de Nanping, en donde se halla la Catedral de Nuestra Señora de Fátima.
En 1950 en la prefectura apostólica existían 10 parroquias.

## Historia
La misión sui iuris de Shaowu fue erigida el 18 de julio de 1929 con el breve Concreditum Nobis del papa Pío XI, obteniendo el territorio del vicariato apostólico de Fuzhou (hoy arquidiócesis).
El 21 de mayo de 1938 la misión sui iuris fue elevada al rango de prefectura apostólica con la bula In infidelium regiones del papa Pío XI.
En mayo de 1938 el área de Nanping fue ocupada por el Partido Comunista de China, que se impuso en la guerra civil y proclamó la República Popular China el 1 de octubre de 1949. El 4 de septiembre de 1951 China comunista expulsó al nuncio apostólico Antonio Riberi y la Santa Sede continuó reconociendo a la República de China en Taiwán como el legítimo gobierno chino. Todos los misioneros extranjeros fueron expulsados de China comunista en 1952, entre ellos el prefecto apostólico presbítero Inigo Maximilian König.
La Asociación Patriótica Católica China fue creada con el apoyo de la Oficina de Asuntos Religiosos de la República Popular de China en 1957, con el objetivo de controlar las actividades de los católicos en China. Su nombre público es Iglesia católica china y es referida como la "Iglesia oficial" en contraposición a la "Iglesia subterránea" o "Iglesia clandestina" leal a la Santa Sede.
En el período de 1966 a 1976 la Revolución Cultural se ensañó especialmente contra la religión, destruyéndose numerosas iglesias y cesaron todas las actividades religiosas en la prefectura apostólica, que pudo reanudar sus operaciones a principios de la década de 1980.
La Asociación Patriótica Católica China fusionó en 1999 la prefectura apostólica de Shaowu con la prefectura apostólica de Jian'ou y con la ciudad de Sanming de la diócesis de Tingzhou para erigir la diócesis patriótica de Minbei, sin el asentimiento de la Santa Sede.
El 22 de septiembre de 2018 se firmó en Pekín el Acuerdo provisional entre la Santa Sede y la República Popular de China sobre el nombramiento de los obispos. El 22 de octubre de 2020 el acuerdo fue prorrogado por otros dos años y en octubre de 2022 por otros dos años más.
El 16 de diciembre de 2023, después de sesenta años de sede vacante y más de setenta años desde la expulsión de los misioneros salvatorianos, la prefectura apostólica tuvo un nuevo obispo, nombrado por el papa Francisco según el procedimiento establecido por el acuerdo provisional entre la Santa Sede y la República Popular China sobre el nombramiento de obispos.
Debido a la situación particular de la Iglesia católica en China, la Santa Sede no nombra obispos para las diócesis chinas, que son sedes oficialmente vacantes incluso en presencia de obispos reconocidos por Roma.

## Estadísticas
Según el Anuario Pontificio 2002 la prefectura apostólica tenía a fines de 1950 un total de 5112 fieles bautizados.
| Año                                                                             | Población            | Población | Población      | Sacerdotes | Sacerdotes    | Sacerdotes    | Bautizados por sacerdote | Diáconos permanentes | Religiosos | Religiosos | Parroquias |
| Año                                                                             | Bautizados católicos | Total     | % de católicos | Total      | Clero secular | Clero regular | Bautizados por sacerdote | Diáconos permanentes | Varones    | Mujeres    | Parroquias |
| ------------------------------------------------------------------------------- | -------------------- | --------- | -------------- | ---------- | ------------- | ------------- | ------------------------ | -------------------- | ---------- | ---------- | ---------- |
| 1950                                                                            | 5112                 | 300 000   | 1.7            | 23         | 4             | 19            | 222                      |                      | 8          | 5          | 10         |
| Fuente: Catholic-Hierarchy, que a su vez toma los datos del Anuario Pontificio. |                      |           |                |            |               |               |                          |                      |            |            |            |

## Episcopologio
- Presbítero Heribert Aloysius Theodor Winkler, S.D.S. † (9 de enero de 1930-21 de mayo de 1938 falleció)
- Presbítero Inigo Maximilian König, S.D.S. † (21 de mayo de 1938-13 de agosto de 1964 falleció)
  - Sede vacante (1964-2023)
- Pietro Wu Yishun, desde el 16 de diciembre de 2023[9]